# 安氏羊舌鮃
安氏羊舌鮃為輻鰭魚綱鰈形目鰈亞目鮃科的其中一種，為温帶海水魚，分布於東印度洋澳洲塔斯馬尼亞島海域，棲息深度6-38公尺，體長可達22.5公分，棲息在底層水域，生活習性不明。

## 扩展阅读
維基物種上的相關：安氏羊舌鮃